# Оскар Острофф
Оскар Острофф (идиш אָסקאַר אָסטראָף‎, англ. Oscar L. Ostroff, настоящее имя — Овши Лейзерович Острицкий; 28 июля 1904, Кишинёв, Бессарабская губерния — 7 апреля 1979, Харбор Сити, Лос-Анджелес) — американский драматург, актёр и продюсер еврейского театра на идише.

## Биография
Родился в Кишинёве в семье хлеботорговца Лейзера Острицкого. Учился в хедере и талмуд-торе, был певчим в хоре кантора Идэ-Лейба Килимника в Кишинёвской хоральной синагоге. В одиннадцатилетнем возрасте дебютировал как хорист в оперетте «Ди нешумэ фын ман фолк» (Душа моего народа) в еврейской театральной труппе Либерта-Заславского, сыграл роль Исрулика в постановке пьесы «Дус пинтэлэ ид» (Еврейская искорка) Мойше Зайферта (1851—1922).
В 1918 году присоединился к гастролировавшей в Кишинёве труппе Альберта (Хаима-Меера) Сегалеско, на следующих гастролях работал в ней также суфлёром, хористом и дирижёром. Позже работал в труппе Зиглера в Яссах и в труппе Клары Юнг. В 1919 году в его переводе на идиш была опубликована пьеса С. Полякова-Литовцева «Лабиринт». В 1921 году был принят в Еврейский образцовый и художественный театр (Идишер мустэр ун кунст-театэр) Миши Фишзона, с которым в октябре 1923 года перебрался в США.
Работал суфлёром и актёром театра на площади МакКинли в Бронксе (McKinley Square Theatre), затем вместе с Кларой Юнг гастролировал по городам США и, наконец, устроился в браунсвильский Хопкинсон-театр (Hopkinson Theatre) в Бруклине. В 1924—1929 годах был суфлёром и помощником режиссёра в еврейских театрах Детройта: в сезоне 1924—1925 года — в театре Миши Фишзона и Маши Шор, в сезоне 1925—1926 года — в театре Фишзона-Литмана, в сезоне 1927—1928 года — в Народном театре Литмана, и в сезоне 1928—1929 года — в театре Сэма Авербаха.
Со второй половины 1920-х годов начал сочинять музыкальные пьесы под псевдонимом «Оскар Острофф». Летом 1926 года в Филадельфии была поставлена его мелодрама «Йолдн» (Простофили), в Детройте были поставлены его пьесы «Вэн ду глойбст» (Когда ты веришь, постановка Луи Бирнбаума, 1926) и «Янкелэс хасэнэ» (Свадьба Янкелэ, 1928); в 1930—1940-е годы его пьесы шли в театрах Нью-Йорка и Чикаго. Весной 1944 года в возглавляемом им чикагском Дуглас-парк театре (Douglas Park Theatre) состоялись премьеры двух его оперетт «Дос мэйдл фун Москевэ» (Девушка из Москвы) и «Хасэнэ ын Оклахомэ» (Свадьба в Оклахоме). Среди других оперетт Остроффа — «Зейкэлэ Шмадник» (Зейка-выкрест), «А шпил ин либэ» (Игра в любовь, на музыку Шолома Секунды, постановка Аарона Лебедева), «Дэр фолкс-зингер» (Популярный певец, также известна как «Майн мамэс лид» — песня моей мамы, на музыку Ильи Триллинга). В послевоенные годы возглавлял театр Мориса Шварца в Лос-Анджелесе.
Ряд театральных песен Оскара Остроффа на музыку Ильи Триллинга, Шолома Секунды, Бенциона Витлера, Уильяма Дуброва (William Dubrow) приобрели популярность вне пределов еврейского театра и вошли в репертуар исполнителей эстрадной еврейской песни, в том числе «Бессарабия», «Майн фидл» (Моя скрипка), «Майн тайерэ, х’об дих либ» (Дорогая, я тебя люблю, 1938) и другие.

## Семья
- Первая жена — актриса Джин Острофф (1904—?)
- Вторая жена (с 1932 года) — актриса Рейзеле Валлерштейн Острофф (англ. Reisele Wallerstein Ostroff, 1896—1961).[10][11] Сын — пианист Арнольд Острофф.[12]
- Дочь — режиссёр-документалист Малка Винтер (англ. Malkah Winter, род. 1976), автор и постановщик реалити-шоу InOverOurHeads.[13][14]

## Галерея
- Оскар Острофф в пьесе «Зейлэлэ-Шмадник» (недоступная ссылка)
- Оскар Острофф в «Лексиконе еврейского театра» Залмена Зильберцвайга